# Vladimir Tkatjenko
Vladimir Petrovitj Tkatjenko (ryska: Владимир Петрович Ткаченко), född 20 september 1957 i Sotji i dåvarande Ryska SFSR i Sovjetunionen, är en tidigare sovjetisk basketspelare som tog OS-brons både 1976 i Montréal och 1980 i Moskva.
Tkatjenko blev världsmästare (1982), trefaldig europamästare (1979, 1981, 1985), fyrfaldig mästare i Sovjetunionen (1983, 1984, 1988, 1990). 
1974-1982 Budyvelnyk (Kiev)
1983-1989 CSKA (Moskva)
1989-1990 Guadalajara